# Thektogaster plica
Thektogaster plica är en stekelart som beskrevs av Huang 1990. Thektogaster plica ingår i släktet Thektogaster och familjen puppglanssteklar. Inga underarter finns listade i Catalogue of Life.